# Lac de Montbel
Le lac de Montbel est un lac artificiel mis en eau en 1985, à la suite de la construction du barrage de Montbel. Il est situé à cheval sur les départements de l'Ariège et de l'Aude,.

## Géographie
Le lac est principalement situé sur les territoires des communes de Montbel et Léran, dans l'est du département de l'Ariège, et s'étend également sur celui de la commune de Chalabre, dans le département de l'Aude. Le barrage est situé sur le territoire communal de Montbel, sur le cours de la Trière, un petit affluent de l'Hers-Vif.

### Description
Le lac de Montbel est alimenté par les eaux de l'Hers-Vif, apportées par une dérivation située en aval du Peyrat, à la limite départementale entre l'Ariège et l'Aude. Cette dérivation peut prélever sur l'Hers un débit maximal de 10 m3/s, tandis que le débit réservé laissé à la rivière à l'aval de la prise d'eau est de 1,2 m3/s.
Les eaux emmagasinées en hiver et au printemps (fonte des neiges) servent à l'irrigation du Lauragais et de la plaine d'Ariège, ainsi qu'au soutien des débits estivaux et automnaux de l'Hers-Vif et au-delà de l'Ariège et de la Garonne (soit l'irrigation de 28 000 hectares environ).

### Données
- Surface du plan d'eau : 550 ha environ
- Capacité maximale : 60 millions de m3

## Histoire
La réflexion sur la construction du barrage a débuté dès les années 1970, mais c'est en 1982, après une sécheresse et de longues études d'impact sur le milieu, que débutent les travaux qui se terminent en 1984. Il est élevé en terre sur une longueur de 270 m avec un tracé rectiligne. Ce barrage a coûté environ 22 millions de francs, soit 3,4 millions d'euros, et est géré par l'IIABM (Institution Interdépartementale de l'Aménagement du Barrage de Montbel) qui regroupe les trois départements fondateurs : l'Ariège, l'Aude et la Haute-Garonne.

## Le lac vu du ciel
Juste avant l'été le lac est au niveau de hauteur maximal, photo prise en 2021.

Photo prise coté barrage nord durant une belle journée de printemps 2024.

## Économie
Le lac est devenu un atout touristique, la base nautique abritant notamment un club de voile. Les berges et la circulation ont été aménagées en ce sens : aire de pique-nique, camping, aire de jeux, espace culturel de la Maison du Lac...
En février 2023, le lac s'était en grande partie asséché comme jamais auparavant.

## Ornithologie
De nombreux oiseaux d'eau hivernent sur le lac (canards, foulques, grèbes...). Des dénombrements ont régulièrement lieu dans le cadre du Wetlands international.

## Galerie

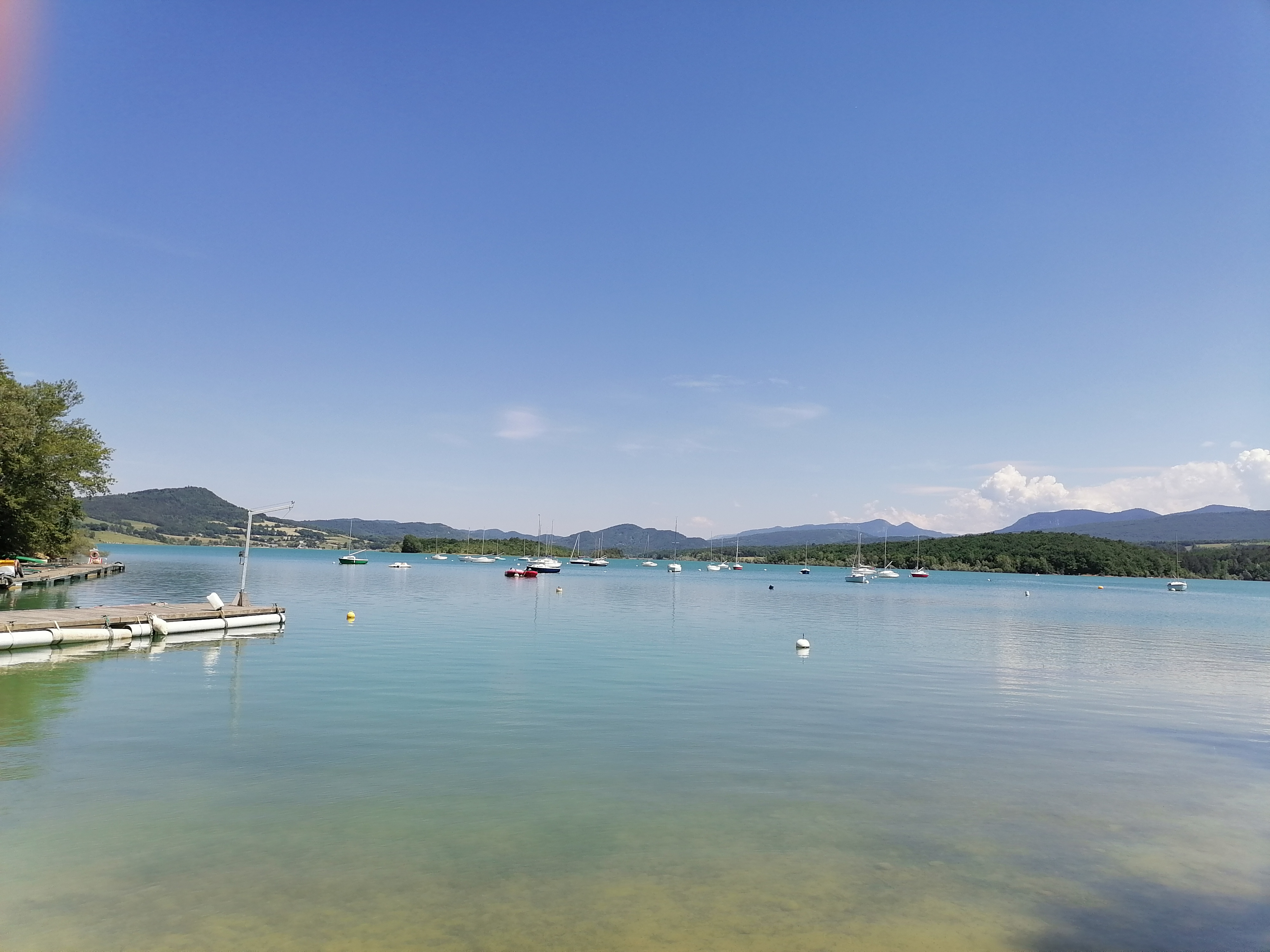
Une belle journée d'été

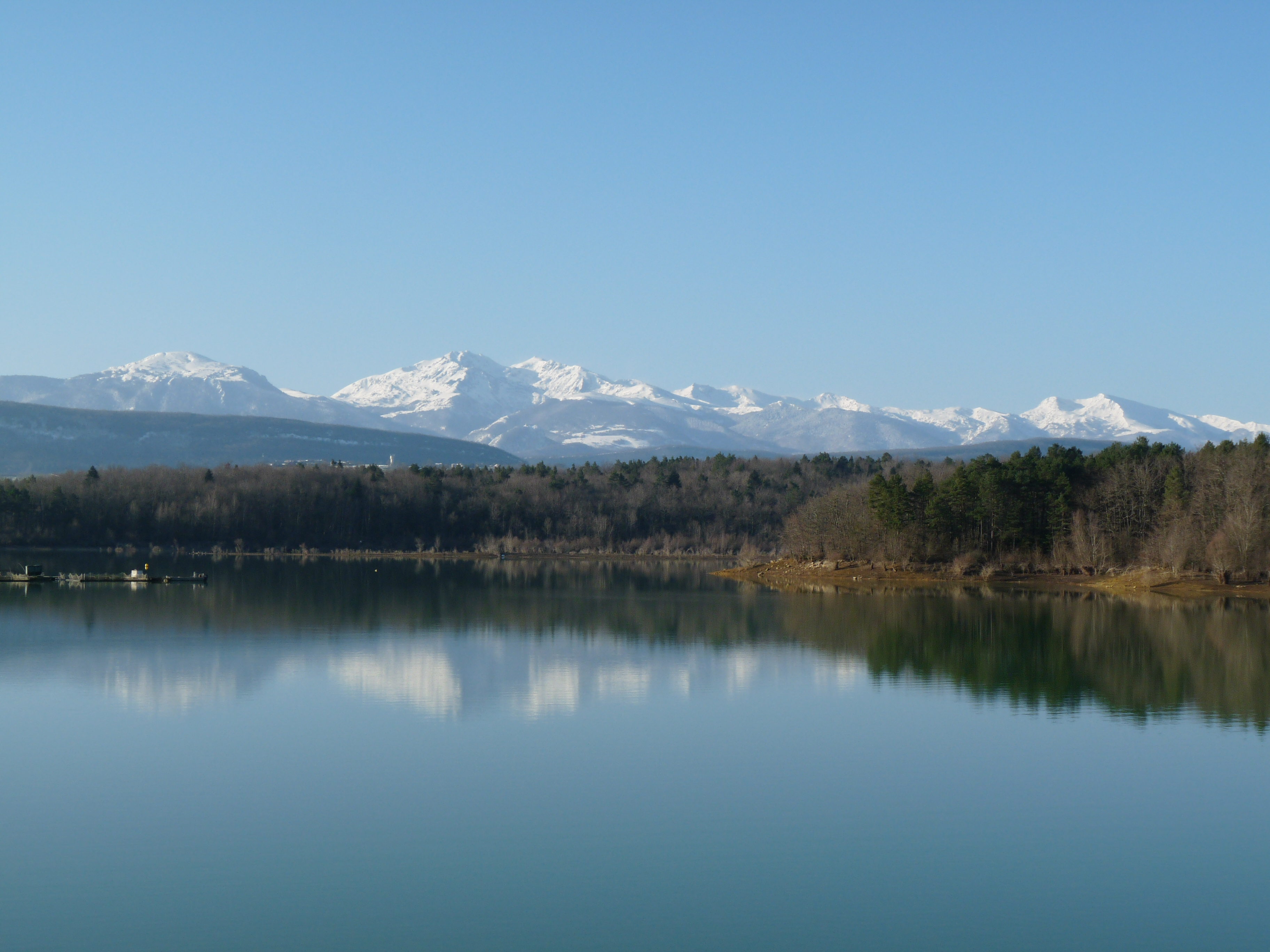
Vue sur les Pyrénées.
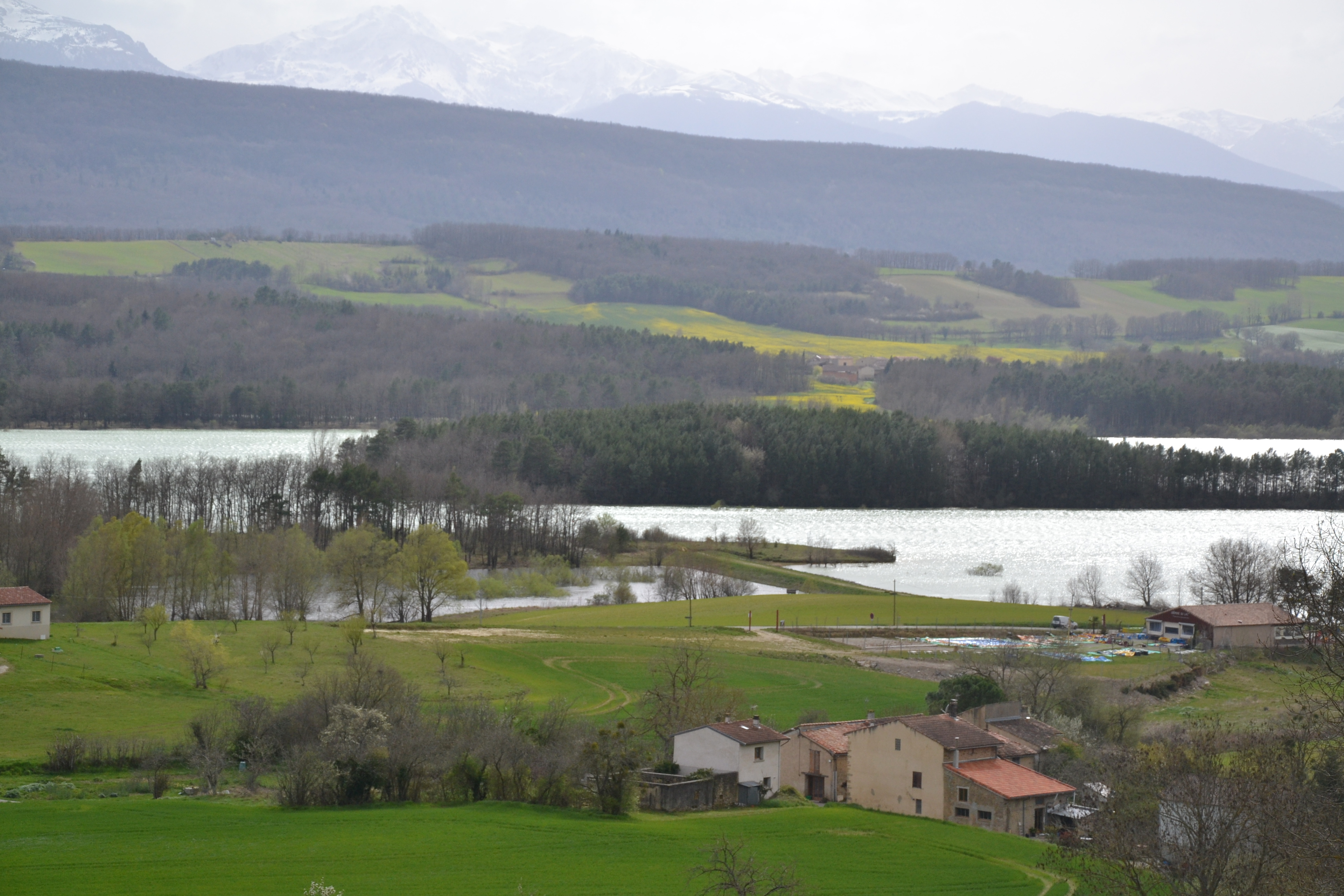
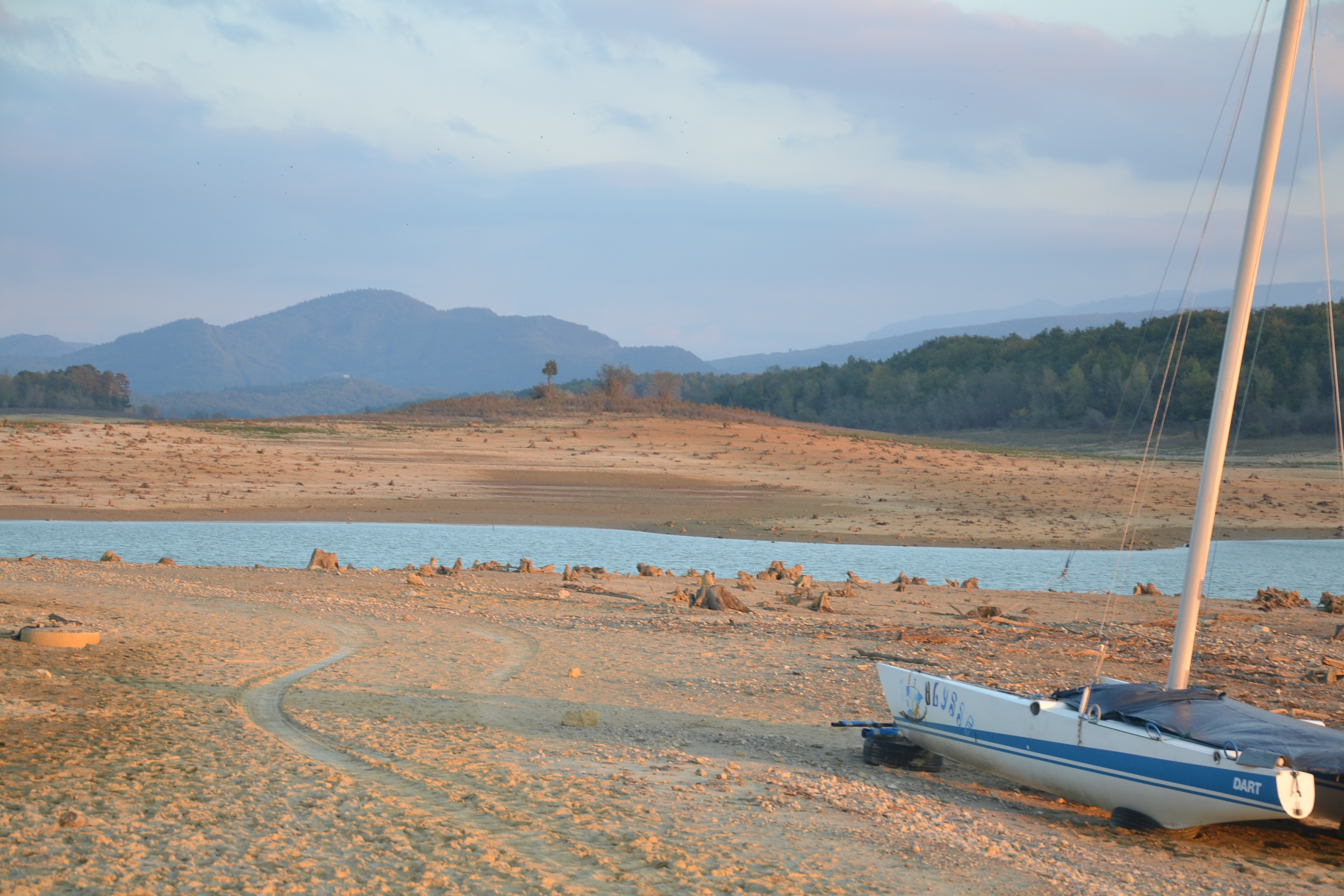
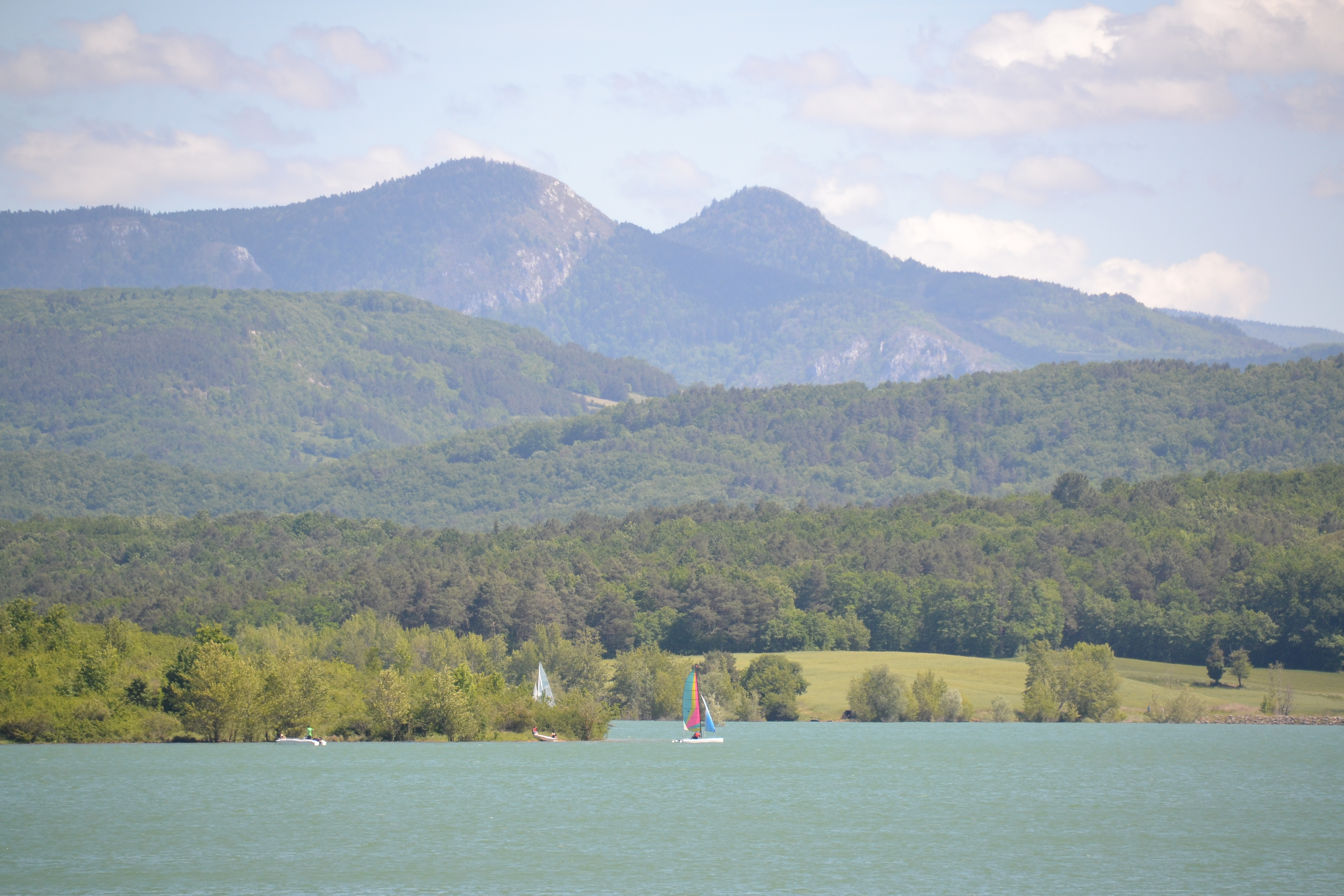
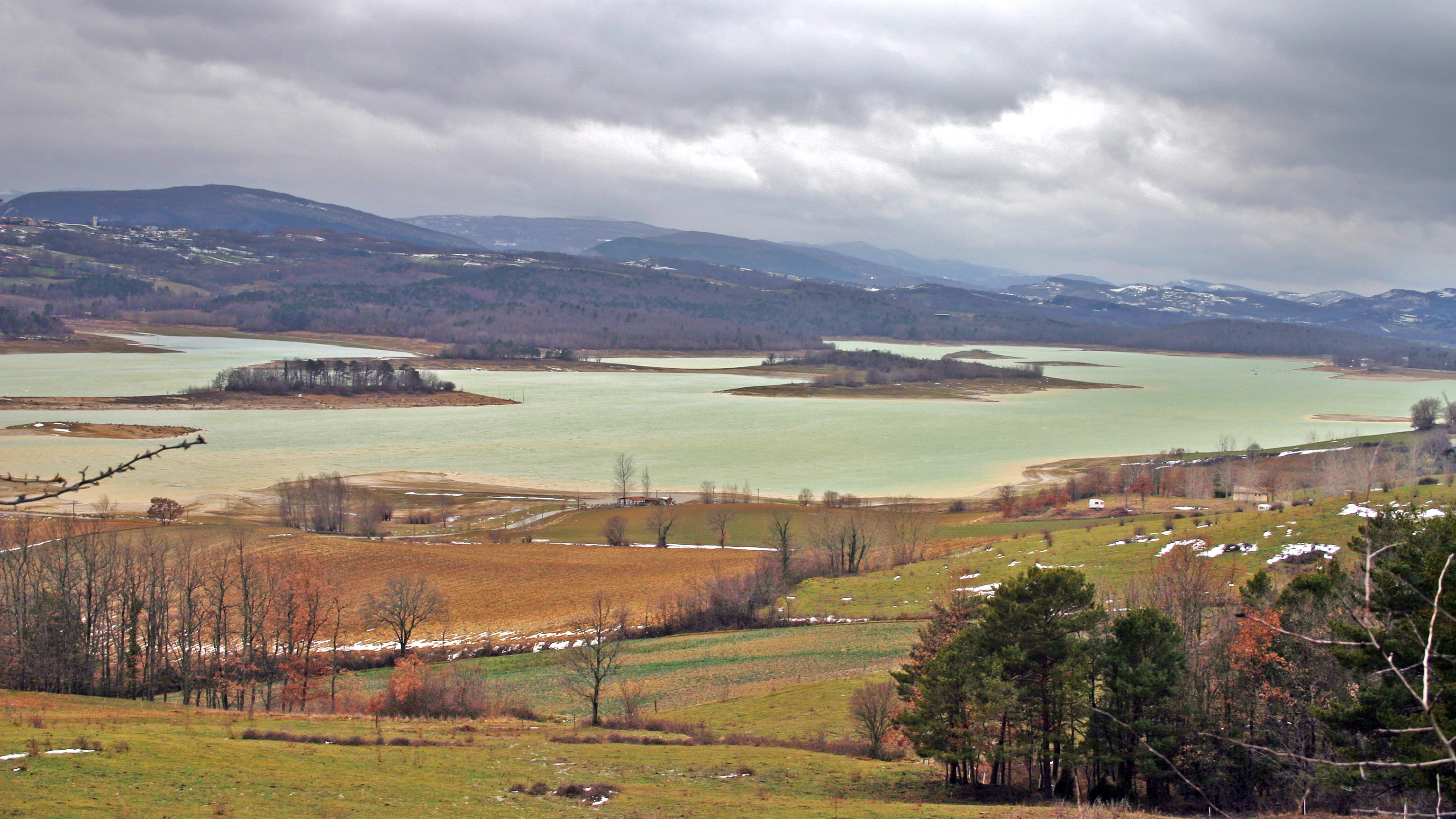
En hiver.